# Marco Pino
Marco Pino, född 1525 i Siena, död 1587 i Neapel, var en italiensk målare under renässansen och manierismen.

## Biografi
Marco Pino gick från 1537 till 1542 i lära hos målaren och skulptören Domenico Beccafumi. År 1543 reste Pino till Rom, där han samarbetade med Perin del Vaga och Daniele da Volterra i Castel Sant'Angelo. Tillsammans med Pellegrino Tibaldi utförde Pino en rad fresker i Santissima Trinità dei Monti.
År 1557 flyttade han till Neapel där han i kyrkan Santi Severino e Sossio målade Konungarnas tillbedjan och Jungfru Marie himmelsfärd. I basilikan Gesù Vecchio har Pino utfört Jesu omskärelse. Pinos mogna verk företer ett släktskap med Taddeo Zuccaris formspråk.